# Ellen „Henry“ Wood

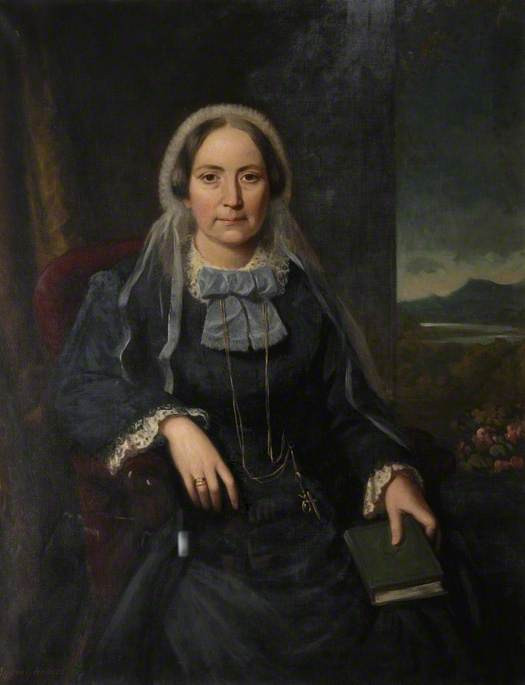
Ellen Wood, Ölgemälde 1875

Ellen Wood (geboren am 17. Januar 1814 in Worcester als Ellen Price; gestorben am 10. Februar 1887 in Hampstead) war eine englische Romanschriftstellerin. Sie wurde auch unter dem Namen ihres Mannes als Mrs. Henry Wood bekannt.

## Leben
Ellen Price heiratete 1836 Henry Wood und lebte mit ihm 20 Jahre lang in Südfrankreich, wo er Geschäftsmann war. Das Paar hatte vier Kinder. Nachdem Henry Wood mit seiner Unternehmung gescheitert war, kehrte das Paar nach England zurück, wo Ellen Wood die Familie durch ihre Schriftstellerei über Wasser hielt. Henry Wood starb 1866, sie überlebte ihn noch um 21 Jahre und schrieb insgesamt 30 Bücher. 1887 starb sie an einer Bronchitis.

## Werk
Ihr Erstlingswerk, Das Haus Danesbury erschien 1860 und erhielt direkt einen Förderpreis über 100 ₤ der schottischen Liga für Enthaltsamkeit. Auch weitere ihrer Werke wurden als moralisch förderlich betrachtet, etwa ihr berühmtester Roman East Lynne (1861) und Die Channings (1862). Die konservativ-christlichen Romane porträtieren eindrücklich das tägliche Leben des englischen Mittelstands im „Viktorianischen Zeitalter“. Sie wandte sich auch übernatürlichen Themen zu, so etwa in The Ghost (1867) und Reality or Delusion? (1868).

## Übersetzungen
- Das Geheimnis von East Lynne. Deutsch von Sebastian Vogel. epubli, 2021.
- Die Abtei von Pomeroy. Deutsch von Marie Orm. Elibron Classics 2021.